# La sirenita 2: regreso al mar
La sirenita II: regreso al mar (en inglés: The Little Mermaid II: Return to the Sea) es la secuela de La sirenita, película de Walt Disney Pictures, basada en el cuento homónimo de Hans Christian Andersen. En términos cronológicos de continuidad esta película es la última parte de la serie de películas de La sirenita, ya que The Little Mermaid: Ariel's Beginning, lanzada posteriormente, es una precuela de la primera película.

## Trama
La historia comienza poco tiempo después de que Ariel fuera transformada en humana por voluntad de su padre, el rey Tritón, para así hacer feliz a su hija. Ahora Ariel es reina, está casada con el rey Eric, y además ha tenido con él una preciosa hija, la pequeña princesa Melody.
Durante la celebración en que Ariel y su pequeña hija volverían al mar, el Rey Tritón llega a la superficie acompañado de unos soldados y le regala un colgante a su nieta recién nacida. Pero seguidamente aparece la bruja Morgana (la malvada hermana menor de Úrsula), que atrapa a la niña y amenaza al rey Tritón, con matarla si no le entrega el tridente y su corona. Sin embargo, en un descuido pierde su oportunidad y desaparece, no sin antes jurar que se vengaría de la familia de Tritón y, sobre todo, de su adorada nieta. Esto provoca que Ariel, por miedo a lo que pudiera ocurrirle a su hija, decida devolver a su padre el collar de Melody, para que así no sepa que existen ni las sirenas, ni el reino de Atlántica, y manda construir un gran muro alrededor del palacio y le prohíbe a su hija acercarse al océano.
Doce años después, Melody, siempre vigilada por el cangrejo Sebastián, escapa cada día del palacio para nadar debajo del muro y buscar caracoles. En su duodécimo cumpleaños encuentra el colgante que su abuelo le había obsequiado el día de su nacimiento. Al ver su nombre en el medallón, se desata en ella un sentimiento de duda y acude a su madre. Ariel se niega a darle explicaciones y le prohíbe volver a entrar al océano, por lo que Melody decide huir de casa en un bote y descubrir ella misma quién es realmente.
Morgana, que durante tantos años ha permanecido oculta en los mares del norte, ve una oportunidad de vengarse. La malvada bruja atrae a la joven Melody hasta ella, la convence de que es mitad sirena, y la transforma a petición suya. la joven Melody, agradecida, le promete que recuperará el tridente y la corona que, según Morgana, le fueron robados. Por el camino, Melody conoce a nuevos amigos, como un gran león marino y un pingüino, que se unen a ella. Mientras tanto, Ariel le pide a su padre que la transforme en sirena para encontrar a su hija cuanto antes.
Cuando Melody llega a Atlántica, consigue hacerse con el tridente y huye con él, pero su collar cae y no pudo recuperarlo. Ariel y Flounder, el pez que vivió toda su vida con ella, siguen a dos mantas que han estado vigilando a Melody de cerca por orden de Morgana. Melody le entrega el tridente y la corona a Morgana y esta, llena de poder, logra someter al Rey Tritón y a todos sus soldados. Entretanto, Melody recupera su forma humana, pues el efecto del hechizo ha pasado, y ahora es inmune a la magia. Melody le arrebata el tridente y la corona a la malvada bruja y se lo devuelve a su abuelo, quien lanza un rayo de hielo para congelar a Morgana y se hunde en las profundidades del mar para siempre. 
Melody se disculpa con su madre, pero esta le dice es ella quien le debe una disculpa, puesto que le debió decir la verdad desde el principio. Melody se reencuentra con su abuelo Tritón, y éste le concede un regalo muy especial: debe decidir entre convertirse en una sirena para siempre e ir a vivir a Atlántica con él, o quedarse con sus padres en el palacio. La joven Melody prefiere seguir siendo humana y destruir el muro, para que así ambos mundos (el de las sirenas y el de los humanos) estén juntos. Al final, Melody vuelve a encontrarse con sus amigos Tip (el pingüino) y Dash (el león marino), y por último se reencuentra con un chico que Melody conoció en la Atlántida, comenzando para ella misma una nueva vida.

## Doblaje
| Personaje     | Actor/Actriz original Estados Unidos | Actor/Actriz de doblaje · México                    |
| ------------- | ------------------------------------ | --------------------------------------------------- |
| Ariel         | Jodi Benson                          | Cony Madera Isela Sotelo (canciones)                |
| Melody        | Tara Strong                          | Cynthia Chong Denisse Lara (canciones)              |
| Eric          | Rob Paulsen                          | Sergio Gutiérrez Coto Antonio Benavides (canciones) |
| Rey Tritón    | Kenneth Mars                         | Guillermo Romano                                    |
| Morgana       | Pat Carroll                          | Joana Brito                                         |
| Resaca        | Clancy Brown                         | Gabriel Pingarrón                                   |
| Pablo y Decos | Dee Bradley Baker                    | Mario Filio                                         |
| Sebastián     | Samuel E. Wright                     | Humberto Vélez Moisés Luis (canciones)              |
| Flounder      | Cam Clarke                           | Ernesto Lezama                                      |
| Scuttle       | Buddy Hackett                        | Víctor Mares                                        |
| Grimsby       | Kay E. Kuter                         | Víctor Mares Francisco López (canciones)            |
| Tip           | Max Casella                          | Eduardo Tejedo                                      |
| Dash          | Stephen Furst                        | Rubén Cerda                                         |
| Chef Louis    | Rene Auberjonois                     | Alejandro Mayén                                     |
| Carlotta      | Edie McClurg                         | Ada Morales                                         |
| Max           | Frank Welker                         | Frank Welker                                        |
| Chico apuesto | Christopher Daniel Barnes            | Uraz Huerta                                         |
| Niño sireno   | Marcus Toji                          | Héctor Emmanuel Gómez                               |
| Niña sirena   | Emily Hart                           | Alondra Hidalgo                                     |
| Niño tritón   | Scott Weinger                        | Gabriel Ramos                                       |
| Mamá pingüino | Tress MacNeille                      | Maru Guerrero                                       |
| Bebé pingüino | Tress MacNeille                      | Lupita Leal                                         |
| Pingüino 1    | ?                                    | Moisés Iván Mora                                    |
| Pingüino 2    | ?                                    | Eduardo Giaccardi                                   |

## Banda sonora

### Versión Original
- Down To The Sea: Ariel, Eric, Grimsby, Sebastian, (Jodi Benson, Rob Paulsen, Kay E. Kutter, Samuel E. Wright y Coros)
- Gonna Get My Wish Tonight: Morgana and Undertow (Pat Carroll y Clancy Brown)
- For A Moment: Melody and Ariel (Tara Charendoff y Jodi Benson)
- Tip and Dash: Tip, Dash and Melody (Max Casella, Stephen Furst y Tara Charendoff)
- Here On The Land And Sea: Sebastian, Melody, Ariel, (Samuel E. Wright, Tara Charendoff, Jodi Benson y Coros)
- Part Of Your World "End Title Song" (Chely Wright)

### Versión de México
- Rumbo al mar (Heading to the sea): Ariel, Eric, Grimsby, Sebastián, etc. (Isela Sotelo, Antonio Benavides, Francisco López, Moisés Luis y Coros)
- Un momento (Just a moment): Melody y Ariel (Denisse Lara e Isela Sotelo)
- Tip y Dash (Tip and Dash): Tip, Dash y Melody (Eduardo Tejedo, Rubén Cerda y Denisse Lara)
- En la tierra y en el mar (On land and at sea): Sebastián, Melody, Ariel, etc. (Moisés Luis, Denisse Lara, Isela Sotelo, Antonio Benavides y Coros)
- Parte de él "Créditos Finales" (Myra)

"Someone" de Eiko Matsumoto es el tema principal de la versión japonesa.

## Personajes
- Ariel: Hija del rey de los mares, Tritón. Nació bajo los mares como una sirena, pero su fascinación por el mundo de los humanos finalmente la hizo enamorarse de uno, el príncipe Eric, la llevó a hacer lo que hiciera falta para estar junto a él. Finalmente fue convertida en humana por su padre. Ariel sueña que su hija Melody conozca el mar, pero con la amenaza de la malvada bruja Morgana, la hermana menor de Úrsula, no tiene más remedio que privarla del mar

- Melody: Hija del rey Eric y de la reina Ariel. Melody ha vivido siempre en un entorno solitario y reprimido, en el que el mar está prohibido, pero desde siempre ha tenido un amor hacia el mundo marino que no ha sabido deducir porque. Sueña con ser una sirena y tiene miedo de contárselo a su madre porque ella siente que realmente su madre no lo comprendería y pensaría que es rara. Cuando su madre descubre que ha estado visitando los mares se enoja mucho y la castiga prohibiéndoselo, así que Melody huye de casa. Posteriormente logra encontrarse con la bruja Morgana que le ofrecer convertirla en sirena, a lo que Melody accede.

- Morgana: La malvada bruja y la villana de esta nueva y segunda película. Morgana es la hermana menor de la antigua bruja de los mares, Úrsula. Desde pequeña ha vivido bajo la sombra de Úrsula, su hermana mayor, que fue la favorita de su madre. Con la muerte de Úrsula, su hermana menor, intentó obtener el tridente de los mares, durante la celebración del nacimiento de Melody pero fracasó. Oculta bajo los mares del norte, juró vengarse de la familia de Tritón. Es malvada, perversa, malévola y traidora y al igual que Úrsula, su hermana mayor, no le importa lo que tenga que utilizar con tal de obtener sus objetivos.

- Eric: Esposo de Ariel y padre de Melody. Enamorado de Ariel hizo todo lo posible para estar junto a ella. Un padre bondadoso y gentil que solo vive por el bien y felicidad de su familia. Cuando Melody huye comienza una búsqueda intensiva y cuando descubren su paradero no duda en navegar hasta ella.

- Rey Tritón: Rey de los mares, abuelo materno de la princesa Melody y padre de la reina Ariel. Siempre intentó evitar que su hija estuviera con aquel humano, pero finalmente y viendo todo lo que su hija hizo por él, la convirtió en humana. Es un bondadoso padre, de carácter regio y algo estridente. Ama a su nieta Melody y el saber que hasta que la paz volviera al océano no volvería a ver a su nieta Melody le causó un gran dolor de añoranza hacia su hija Ariel y también hacia su nieta Melody.